# I Used to Know Her
I Used to Know Her è la seconda raccolta della cantante statunitense H.E.R., pubblicata il 30 agosto 2019.

## Descrizione
Il disco raccoglie le tracce contenute negli EP l Used to Know Her: The Prelude e I Used to Know Her: Part 2, entrambi pubblicati nel 2018, cinque brani inediti e le versioni estese dei brani Going, Be On My Way e Lord Is Coming.
L'album ha ricevuto la candidatura ai Grammy Awards 2020 nella categoria di album dell'anno.

## Tracce
1. Lost Souls (feat. DJ Scratch) – 2:33
2. Fate – 3:13
3. Carried Away – 3:41
4. Going (Full) – 2:53
5. Be on My Way (Full) – 2:37
6. Can't Help Me – 2:53
7. Something Keeps Pulling Me Back – 3:05
8. Feel a Way – 3:27
9. 21 – 3:15
10. Racks (feat. YBN Cordae) – 3:41
11. I'm Not OK – 3:26
12. Against Me – 4:30
13. Could've Been (feat. Bryson Tiller) – 4:08
14. Good to Me – 7:12
15. Take You There – 4:02
16. As I Am – 4:00
17. Hard Place (Single Version) – 3:32
18. Uninvited (Live from Apple Music Up Next) – 3:43
19. Lord Is Coming (feat. YBN Cordae) – 6:09

## Classifiche
| Classifica (2019) | Posizione massima |
| ----------------- | ----------------- |
| Stati Uniti       | 86                |